# Fekete szagosgereben
A fekete szagosgereben vagy fekete gereben (Phellodon niger) a Bankeraceae családba tartozó, Európa és Észak-Amerika fenyveseiben honos, nem ehető, védett gombafaj.

## Megjelenése
A fekete szagosgereben termőteste 3-6 (8) cm átmérőjű, felül lapos, bemélyedő vagy tölcsér alakú, gyakran szabálytalan, lebenyes szélű. Az egymás melletti gombák gyakran összenőnek és nagyobb telepeket alkotnak. Színe barnásfekete vagy fekete, fiatalon kékes árnyalatú. Széle gyakran kékesfehéres. Felülete nemezes, többnyire nem zónázott.
Az alsó termőréteg tönkre lefutó, tüskés, a tüskék fehéresszürkék, fiatalon kékes árnyalatúak.
Húsa feketés, KOH hatására kékeszöldre vált. Szaga kiszáradva aromás, görögszénára emlékeztet; íze nem jellegzetes. 
Tönkje 1,5-5 cm magas és 0,5-2 cm vastag. Színe fekete, felülete bársonyos. Gyakran teljesen a talajba süllyed. Húsa kétrétegű: a külső része nemezes, szivacsos, vízszívó; a belső kemény, szívós.
Spórapora fehér. Spórája széles ellipszoid, mérete 3,5–5 x 3–4 µm.

### Hasonló fajok
A sima tönkű szalagos szagosgerebennel lehet összetéveszteni.

## Elterjedése és termőhelye
Európában és Észak-Amerikában honos. Magyarországon nagyon ritka, csak hat helyről ismert.  
Vegyes erdőkben, fenyvesekben él, luc- és erdeifenyővel alkot ektomikorrhizás kapcsolatot. Fontos számára a savanyú, kémhatású, tápanyagszegény, bolygatatlan talaj. Augusztustól novemberig terem. 
Nem ehető. Magyarországon 2013 óta védett, természetvédelmi értéke 10 000 Ft.   

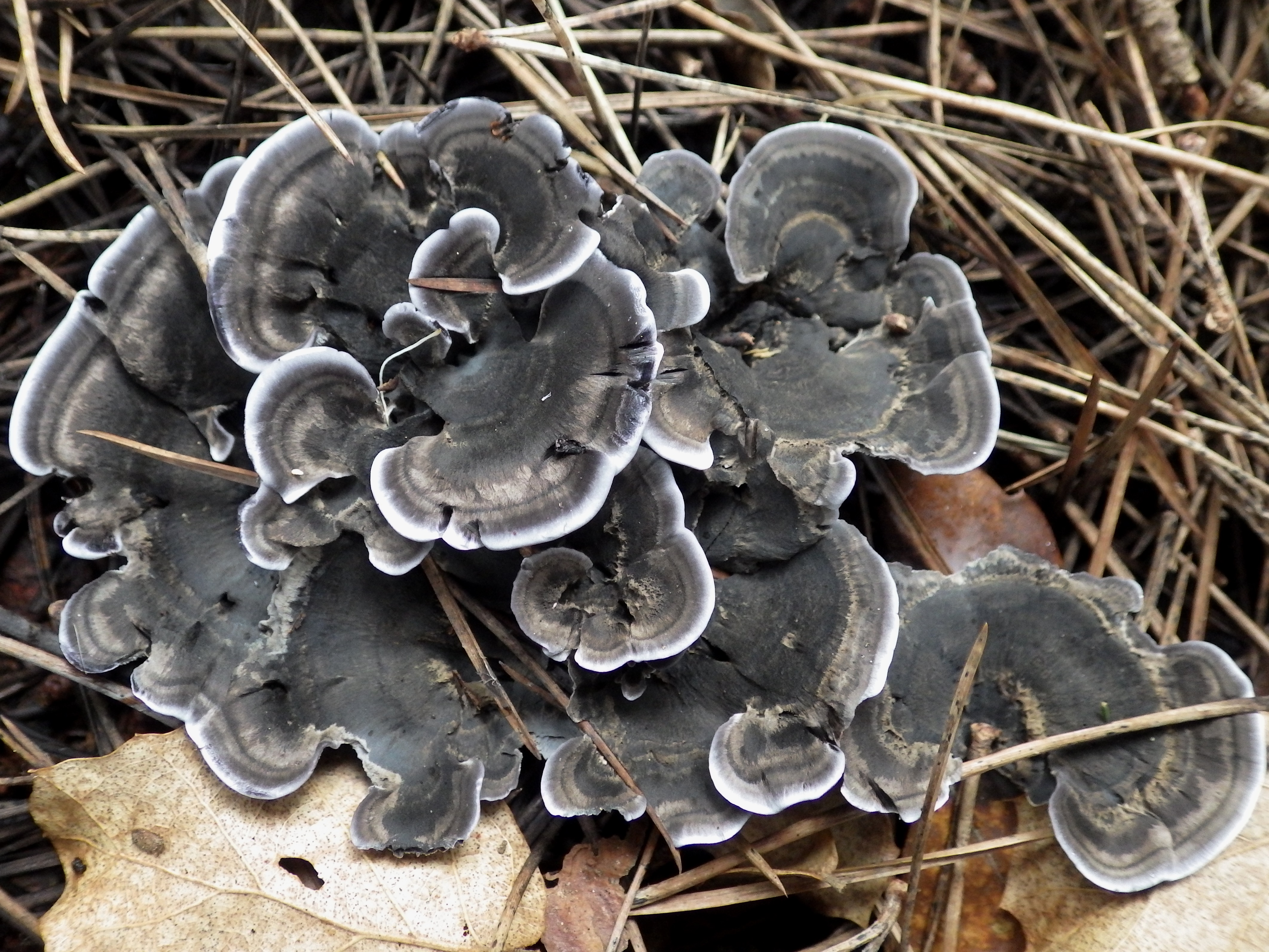
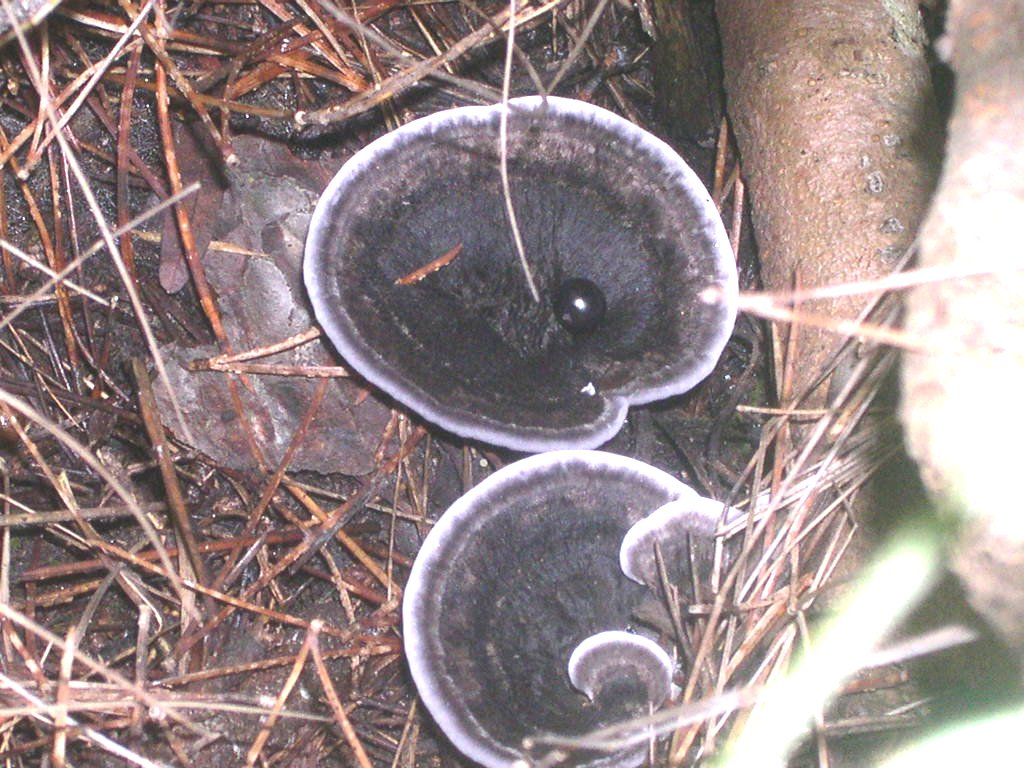
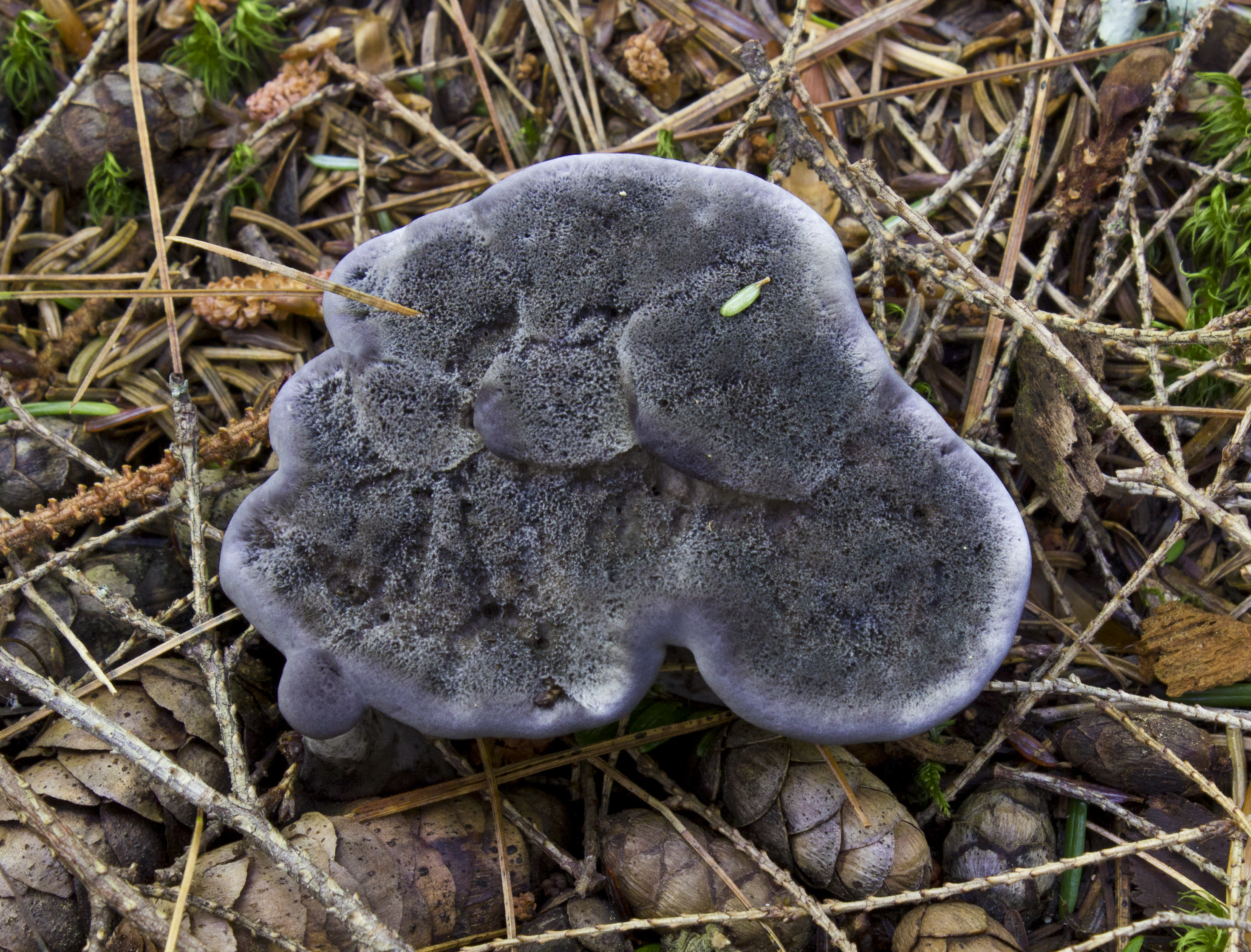
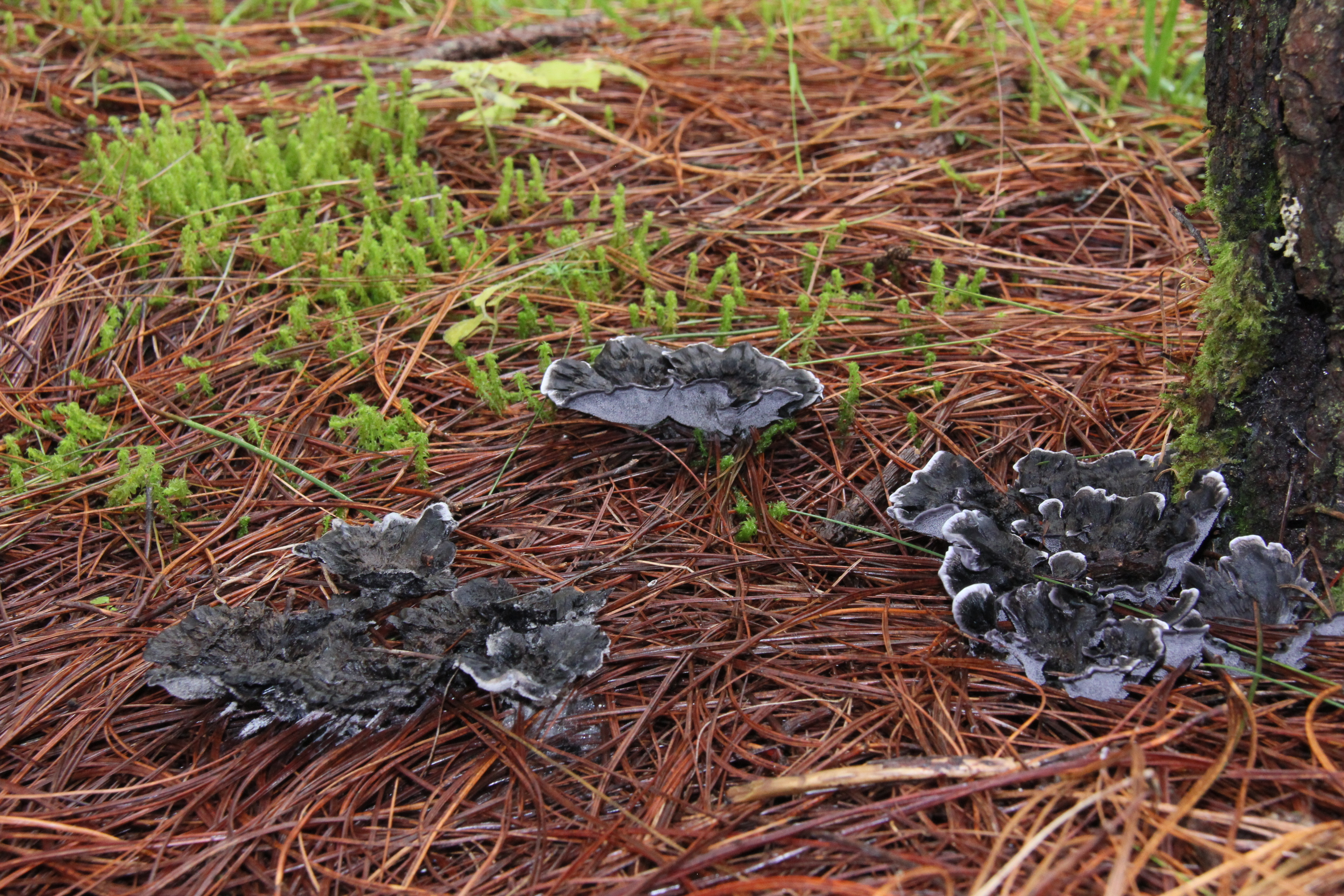
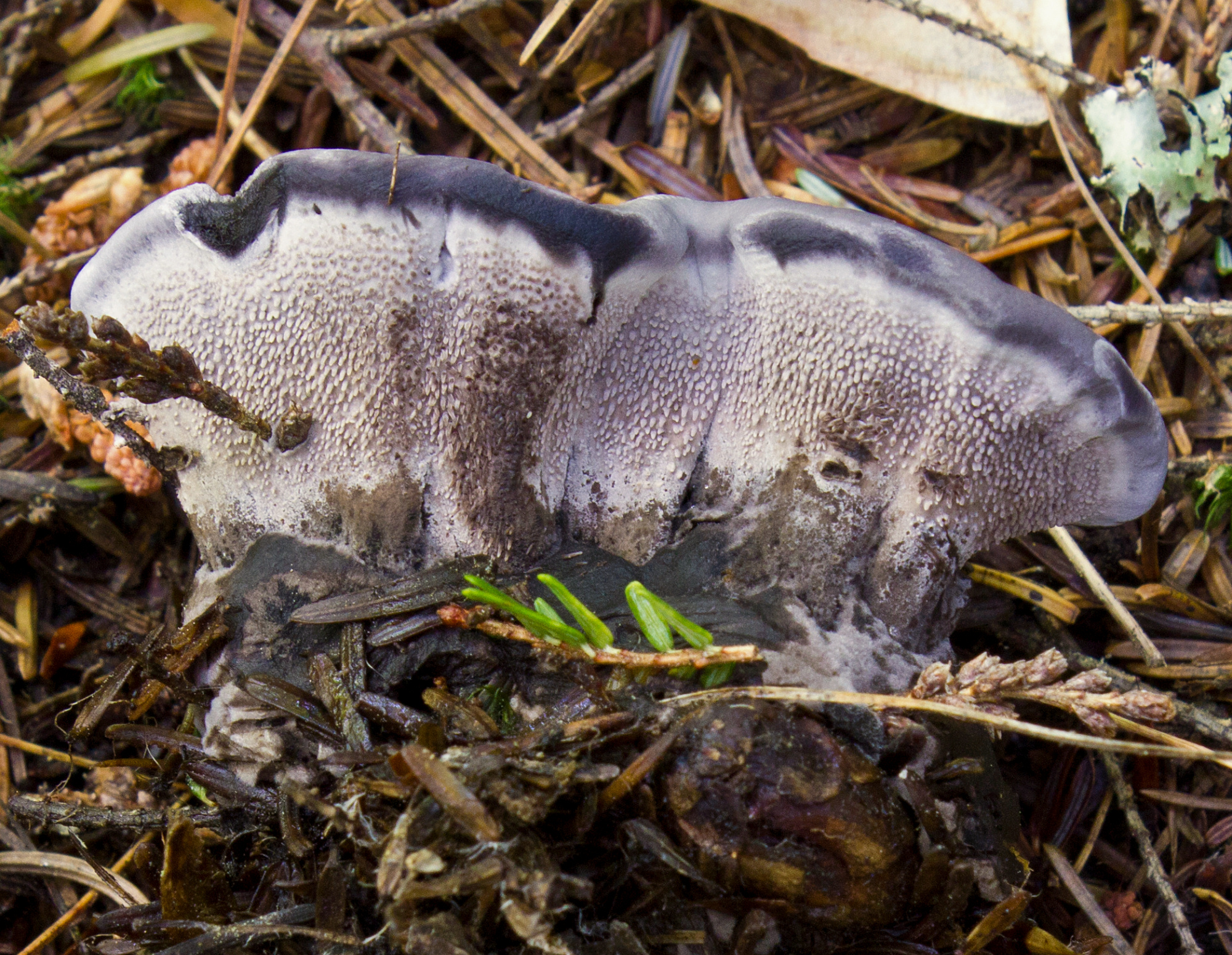